# Liam Noble
Liam Noble (15 de noviembre de 1968) es un pianista, compositor, arreglista y educador de jazz británico.

## Primeros años de vida
Nació en Londres el 15 de noviembre de 1968. Estudió música en la Universidad de Oxford y un posgrado en la Guildhall School of Music.

## Vida posterior y carrera
Después de sus estudios, tocó a dueto y cuarteto con el saxofonista Stan Sulzmann. Luego tocó en varias bandas, incluidas las dirigidas por Harry Beckett, John Stevens y Anita Wardell. En 1997, se unió a la banda de Bobby Wellins. En 2002, recibió el encargo de Birmingham Jazz de escribir un ciclo de canciones.
La grabación de 2004, "Romance Among the Fishes", fue un álbum de cuarteto, con Phil Robson (guitarra), Drew Gress (bajo) y Tom Rainey (batería). Los cuatro se reunieron a principios del mismo año para una aparición en el Festival de Jazz de Cheltenham. En 2009 el álbum en trío, Brubeck, fue descrito por Dave Brubeck como "una inspiración y un desafío para mí para continuar en las avenidas que tú [Noble] has abierto". En 2010, Noble acompañó a la vocalista Christine Tobin en el álbum "Tapestry Unraveled", una reelaboración de "Tapestry" de Carole King. En 2015, Noble lanzó el álbum de piano solo A "Room Somewhere".
También enseña en la Real Academia de Música,el conservatorio Trinity Laban, el Conservatorio de Birmingham y la Universidad de Kent.

## Composiciones
En 2005, el crítico John Fordham, comentó que "A Noble le gusta una mezcla de staccato y temas secamente ingeniosos que sugieren una colisión de Steve Coleman y Django Bates con Wayne Shorter y Paul Bley en los episodios más tranquilos".

## Discografía
(*) indica que el año es el de lanzamiento.

### Como líder/colíder
| Año de grabación | Título                   | Sello discográfico | Personal/Notas |
| ---------------- | ------------------------ | ------------------ | --- |
| 1994             | Close Your Eyes          | FMR                | Piano solo |
| 2001*            | In the Meantime          | Basho              | Quinteto, con Stan Sulzmann (saxo tenor, saxo soprano, flauta), Chris Biscoe (saxo alto, saxo soprano, clarinete alto), Mick Hutton (bajo), Paul Clarvis (batería) |
| 2004             | Romance Among the Fishes | Basho              | Cuarteto, con Phil Robson (guitarra), Drew Gress (bajo), Tom Rainey (batería)                                                                                      |
| 2006*            | Let's Call This...       | Babel              | Dúo, con Ingrid Laubrock (saxo) |
| 2009*            | Brubeck                  | Basho              | Trío, con Dave Whitford (bajo), Dave Wickins (batería) |
| 2010*            | Tapestry Unravelled      | Trail Belle        | Dúo, con Christine Tobin (voz) |
| 2015*            | A Room Somewhere         | Basho              | Piano solo |

| Año de grabación | Líder            | Título                                                        | Etiqueta                      |
| ---------------- | ---------------- | ------------------------------------------------------------- | ----------------------------- |
| 1994             | Moondog          | Sax Pax for a Sax                                             | atlántico                     |
| 1998             | Harrison Smith   | Outside Inside                                                | Golpe                         |
| 1998–99          | Tim Whitehead    | Personal Standards                                            | Hecho en casa                 |
| 1999             | Trevor Lines     | The Cats Hide Under the Bed When I Play My Gary Windo Records | Cerdo retorcido               |
| 2000             | Arnie Somogyi    | Cold Cherry Soup                                              | Falsificado                   |
| 2000             | Bobby Wellins    | The Best Is Yet to Come                                       | Jazzizit                      |
| 2004*            | Crass Agenda     | Savage Utopia                                                 | Sonido de plantilla de salida |
| 2007             | Tim Whitehead    | Too Young to Go Steady                                        | Hecho en casa                 |
| 2007             | Ingrid Laubrock  | Sleepthief                                                    | intacto                       |
| 2008*            | Christine Tobin  | Secret Life of a Girl                                         | Babel                         |
| 2010             | Julian Siegel    | Urban Theme Park                                              | basho                         |
| 2010             | Ingrid Laubrock  | The Madness of Crowds                                         | intacto                       |
| 2011             | Ingrid Laubrock  | Concierto de Zúrich                                           | intacto                       |
| 2011*            | Zhenya Strigalev | Organismo sonriente                                           | Torbellino                    |
| 2012*            | Rachel Musson    | jirones                                                       | Babel                         |
| 2013             | Alex Garnett     | Andrómeda                                                     | Torbellino                    |
| 2014*            | Jim Rattigan     | triplicidad                                                   | pabellón                      |

Fuente: